# Haroun Kabadi

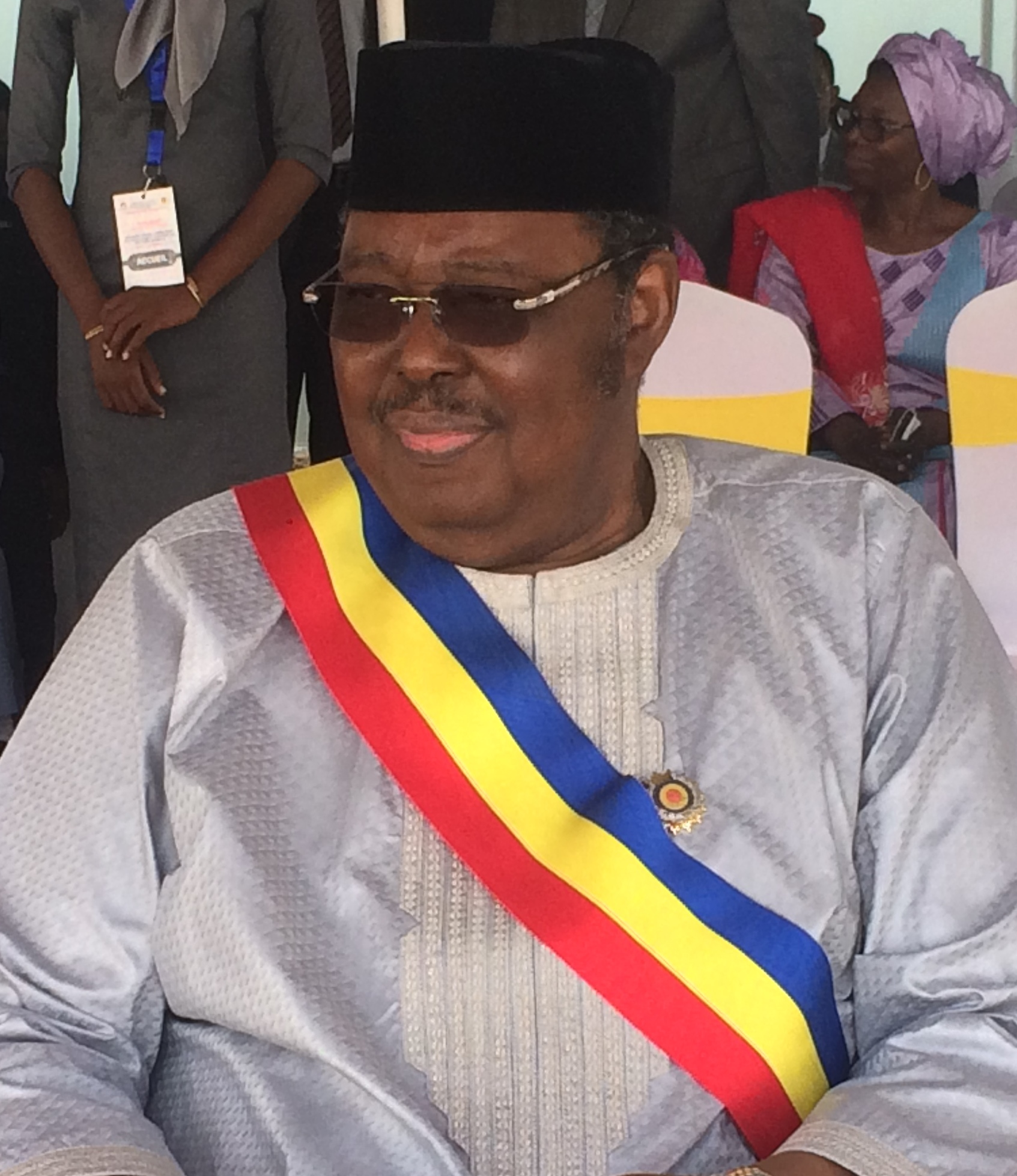
Haroun Kabadi, 2019

Haroun Kabadi (* 29. April 1949 in Dindjebo, Region Moyen-Chari) war unter Präsident Idriss Déby vom 12. Juni 2002 bis zum 24. Juni 2003 Premierminister des Tschad. Am 23. Juni 2011 wurde er zum Parlamentspräsidenten der Nationalversammlung des Tschad gewählt. Im Oktober 2021 wurde Haroun Kabadi zum Präsidenten des Nationalen Übergangsrates ernannt, dem provisorischen Parlament, das seit dem Tod von Idriss Déby im April 2021 von der regierenden Junta ernannt wurde.